# 常聲寺
常聲寺（じょうせいじ）は三重県尾鷲市にある曹洞宗の寺院。

## 歴史
文禄年間（1592年-1595年）に中村山城主である仲新八郎が仲氏館の西隣に菩提寺としてこの寺を建立した。